# Augusto Rangone
Augusto Rangone (* 11. Dezember 1885 in Alessandria; † 4. Dezember 1970 in Acqui Terme) war ein italienischer Fußballpionier. Er war als Fußballtrainer, -schiedsrichter, -funktionär und Journalist aktiv.

## Werdegang
Rangone, aus Alessandria im Piemont stammend, gehörte 1912 zu den Gründern des Alessandria Foot Ball Club und war zeitweise Schatzmeister sowie Technischer Direktor des Klubs. In der Saison 1925/26 trainierte er – unterstützt von Árpád Weisz – die Mannschaft. Zusätzlich war er zwischen 1913 und 1921 in der Prima Categoria und von 1921 bis 1924 in der Prima Divisione als Schiedsrichter aktiv, zeitweise Chef der Schiedsrichterkommission und außerdem Funktionär der Lega Nord der Italienischen Fußballmeisterschaft.
Rangone war in den 1920er-Jahren ebenfalls Teil der commissione tecnica, die die italienische Fußballnationalmannschaft aufstellte und fungierte während der Olympischen Sommerspiele 1928 in Amsterdam als ihr Trainer. Beim olympischen Fußballturnier mussten sich die Azzurri im Halbfinale dem späteren Olympiasieger Uruguay mit 2:3 geschlagen geben. Das Spiel um Platz drei gewannen sie souverän mit 11:3 gegen Ägypten und sicherten sich damit die Bronzemedaille. Nach den Olympischen Spielen wurde er von Carlo Carcano als Nationaltrainer abgelöst.
Zwischen 1929 und 1931 trainierte Augusto Rangone den Klub Pro Patria et Libertate aus der lombardischen Kleinstadt Busto Arsizio. In der Saison 1929/30 führte er den Verein zusammen mit dem Ungarn Imre János Bekey auf Rang zwölf in der neu ins Leben gerufenen Serie A. Im Laufe der Spielzeit 1930/31 wurde er von Leopoldo Conti abgelöst, der mit Pro Patria am Saisonende in die Serie B abstieg.
Anfang der 1930er-Jahre arbeitete Augusto Rangone als Journalist und gab in Alessandria die zweiwöchentlich erscheinende Zeitung L’informatore, die sich mit Lokalgeschichte und -kultur beschäftigte. Außerdem trainierte er 1933 kurzzeitig die AC Torino.
Im Jahr 1949 wurde Rangone von der Federazione Italiana Giuoco Calcio als pioniere del calcio italiano (Pionier des italienischen Fußballs) gewürdigt. Er starb im Jahr 1970 im Alter von 84 Jahren in Acqui Terme unweit seiner Heimatstadt Alessandria.

## Erfolge
- Bronzemedaille bei den Olympischen Sommerspielen 1928